# Селихино
Селихино (на руски: Селихино) е село в състава на Комсомолски район, Хабаровски край, Русия.
Намира се на 40 км от районния център Комсомолск на Амур. Разположено е на северния бряг на р. Селихин / Нижни Ховин (Селихин / Нижний Ховынь), близо до нейното вливане в р. Амур. Има население от 4349 души според оценка от 2012 г.
Селото се обслужва от автобусен маршрут Селихино – Хабаровск и железопътна гара Селихино.
Тя ще бъде крайната гара в континенталната част на Русия, която ще се свърже чрез мост с крайната железопътна гара Ниш (Сахалинска област) на остров Сахалин по проекта „Сахалин – материк“. Строителството на моста се планира да започне към 2015 г.